# Ма Яньсун
Ма Яньсун (кит. трад.: 马岩松; піньїнь: Mǎ Yánsōng; 1975) — китайський архітектор.

## Життєпис
Народився 1975 року в Пекіні.
Закінчив Пекінський університет цивільного будівництва і архітектури. У 2002 році здобув ступінь магістра архітектури в Єльському університеті.
Працював у Лондоні та Нью-Йорку. У 2004 році заснував власне архітектурне бюро MAD Architects.
Також є професором Пекінського університету цивільного будівництва і архітектури.

## Основні проекти
- Ordos Museum (2005—2011; Ордос, Китай).
- Hongluo Clubhouse (2006; Пекін, Китай).
- Sino-steel International Plaza (2006; Тяньцзінь, Китай).
- Absolute World (2007—2012; Міссісога, Онтаріо, Канада).

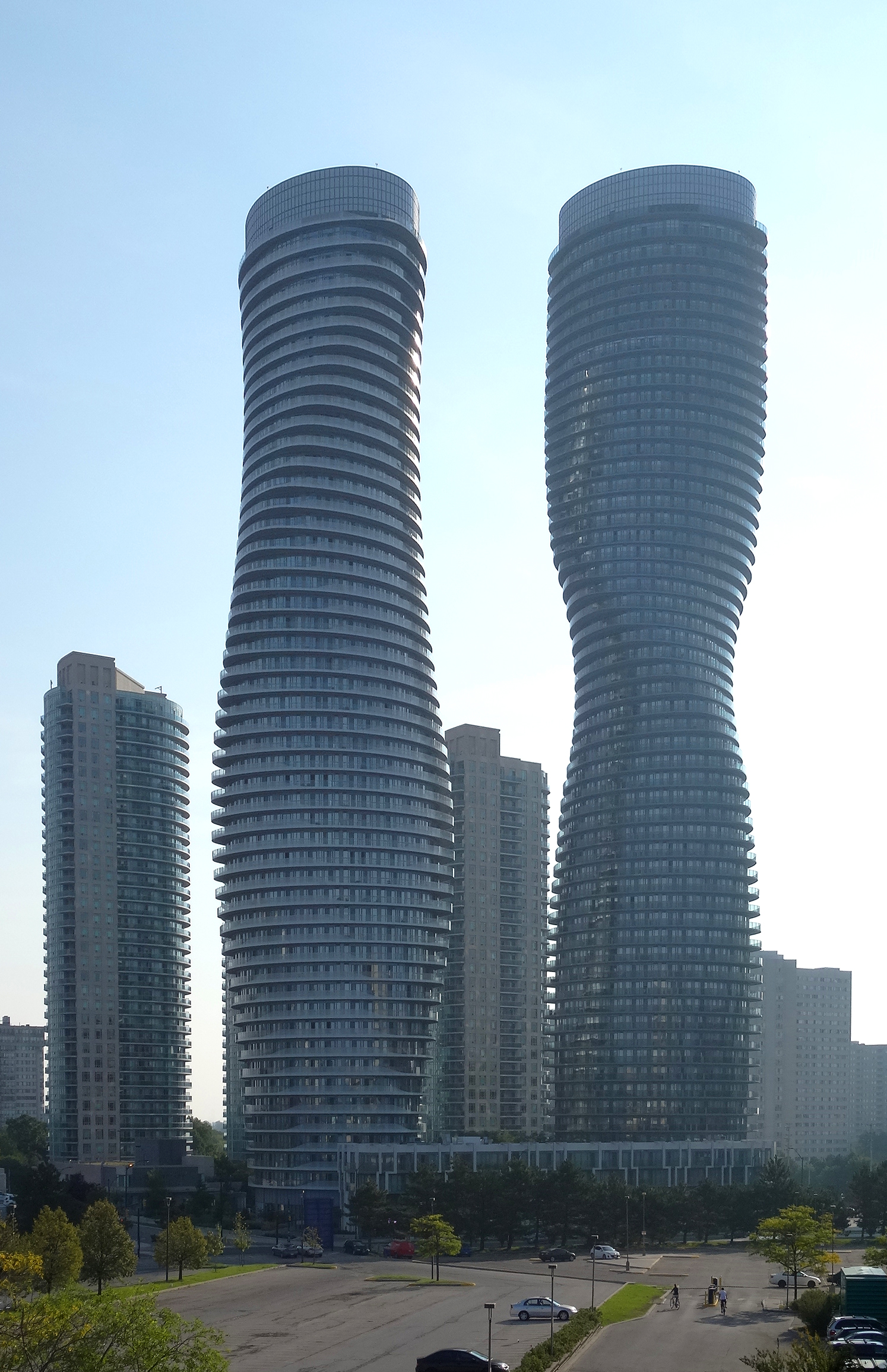
Absolute World

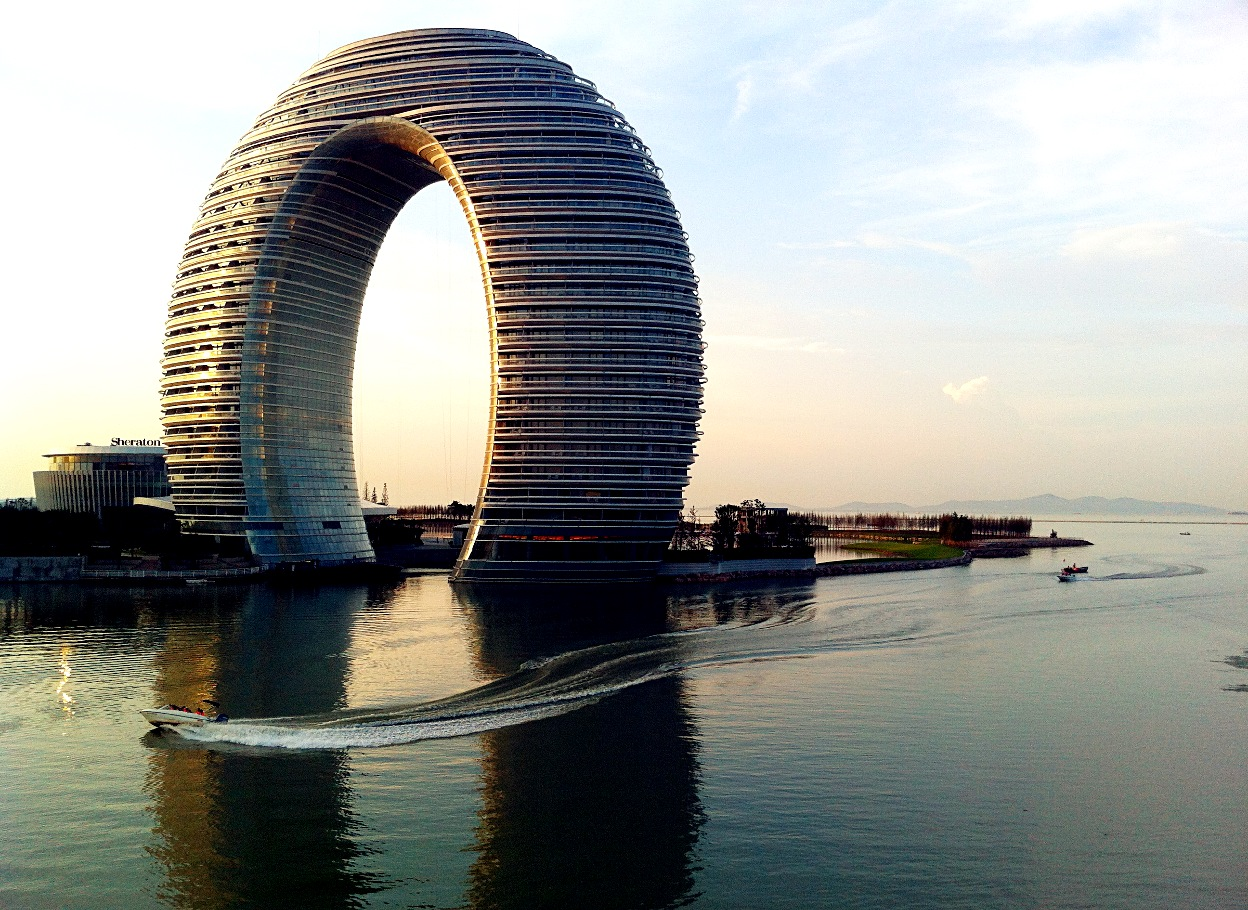
Huzhou Sheraton Resort & Spa

- Huangdu Art Center (2008; Пекін, Китай).
- Fake Hills (2008—2015; Бейхай, Китай).
- Harbin Cultural Island (2008—2015; Харбін, Китай).
- Taichung Convention Center (2009; Тайвань, Китай).
- Harbin China Wood Sculpture Museum (2009—2012; Харбін, Китай).
- Huangshan Mountain Village (2009—2016; Хуаншань, Китай).
- Chaoyang Park Plaza (2012—2016; Пекін, Китай).

## Нагороди і премії
- 2001 — стипендія Американського інституту архітектури для перспективних досліджень архітектури.
- 2006 — нагорода конкурсу Ліги молодих архітекторів.
- 2008 — увійшов до 20 найвпливовіших молодих архітекторів за версією журналу Icon (Велика Британія).
- 2009 — увійшов до 10 творчих людей в архітектурі за версією журналу Fast Company (США).
- 2011 — премія Королівського інституту британських архітекторів RIBA International Fellowship.
- 2011 — нагорода UED museum (за Ordos Museum).
- 2012 — міжнародна премія International Property Awards (за Fake Hills).
- 2012 — найкраща висотна новобудова Америки від Ради з висотних будівель і міського середовища проживання CTBUH (за Absolute Towers).
- 2013 — 2-ге місце в номінації «дизайнер року» за версією Audi Arts and Design Award.
- 2013 — премія для молодих китайських архітекторів D21 Young Chinese Architect Award.
- 2013 — дизайнер року на міжнародному конкурсі Good Design Awards.
- 2014 — увійшов до 100 творчих людей бізнесу за версією журналу Fast Company (США).